# Burger Binnensee
Der Burger Binnensee ist ein zirka 290 ha großer, haffartiger See im Kreis Ostholstein im deutschen Bundesland Schleswig-Holstein südlich des Stadtzentrums der Stadt Burg auf Fehmarn, zu der er gehört.
Am Nordufer befindet sich Burgstaaken, der Kommunalhafen der Stadt Fehmarn. An der Ostseite der Hafenzufahrt von der Ostsee (am Fehmarnsund) befindet sich der Yachthafen Burgtiefe. Im Burger Binnensee liegt zudem die kleine Kohlhof-Insel, die als Brutplatz für Vögel dient. 